# Harrisville (Nou Hampshire)
Harrisville és una població dels Estats Units a l'estat de Nou Hampshire. Segons el cens del 2000 tenia 1.075 habitants.

## Demografia
Segons el cens del 2000, Harrisville tenia 1.075 habitants, 449 habitatges, i 306 famílies. La densitat de població era de 22,1 habitants per km².
Dels 449 habitatges en un 31,2% hi vivien nens de menys de 18 anys, en un 55,2% hi vivien parelles casades, en un 8,9% dones solteres, i en un 31,8% no eren unitats familiars. En el 26,5% dels habitatges hi vivien persones soles el 7,8% de les quals corresponia a persones de 65 anys o més que vivien soles. El nombre mitjà de persones vivint en cada habitatge era de 2,39 i el nombre mitjà de persones que vivien en cada família era de 2,87.
Per edats la població es repartia de la següent manera: un 24,8% tenia menys de 18 anys, un 4,6% entre 18 i 24, un 25,7% entre 25 i 44, un 30% de 45 a 60 i un 15% 65 anys o més.
L'edat mediana era de 43 anys. Per cada 100 dones de 18 o més anys hi havia 87 homes.
La renda mediana per habitatge era de 48.625$ i la renda mediana per família de 55.083$. Els homes tenien una renda mediana de 34.625$ mentre que les dones 27.171$. La renda per capita de la població era de 25.397$. Entorn del 4,3% de les famílies i el 5,7% de la població estaven per davall del llindar de pobresa.